# Landsitz Hasse

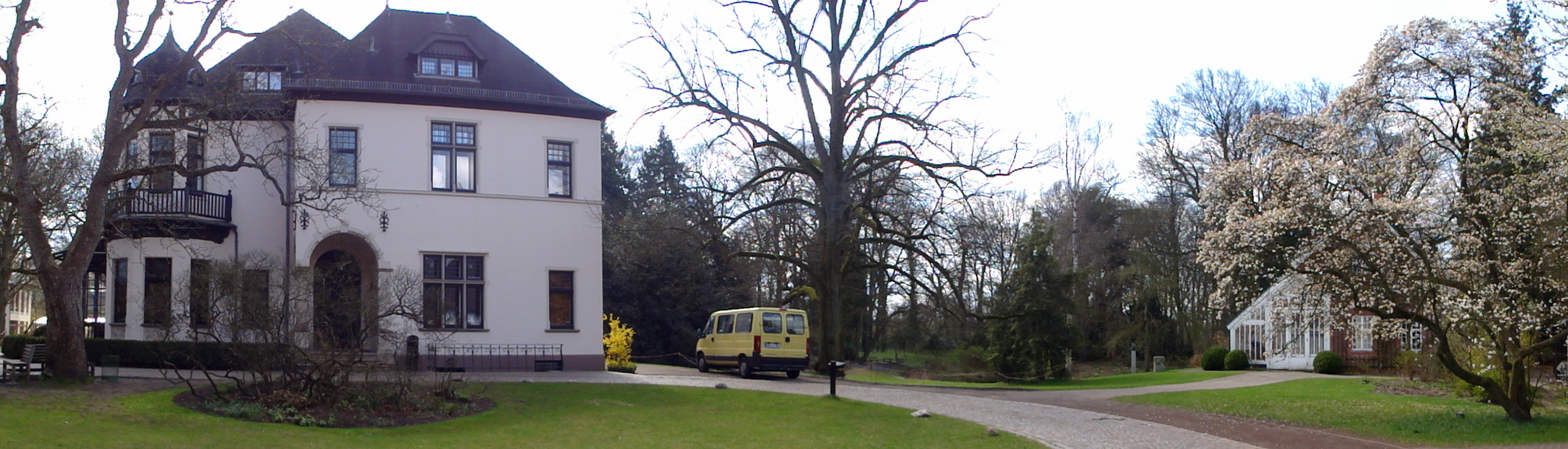
Landsitz Hasse

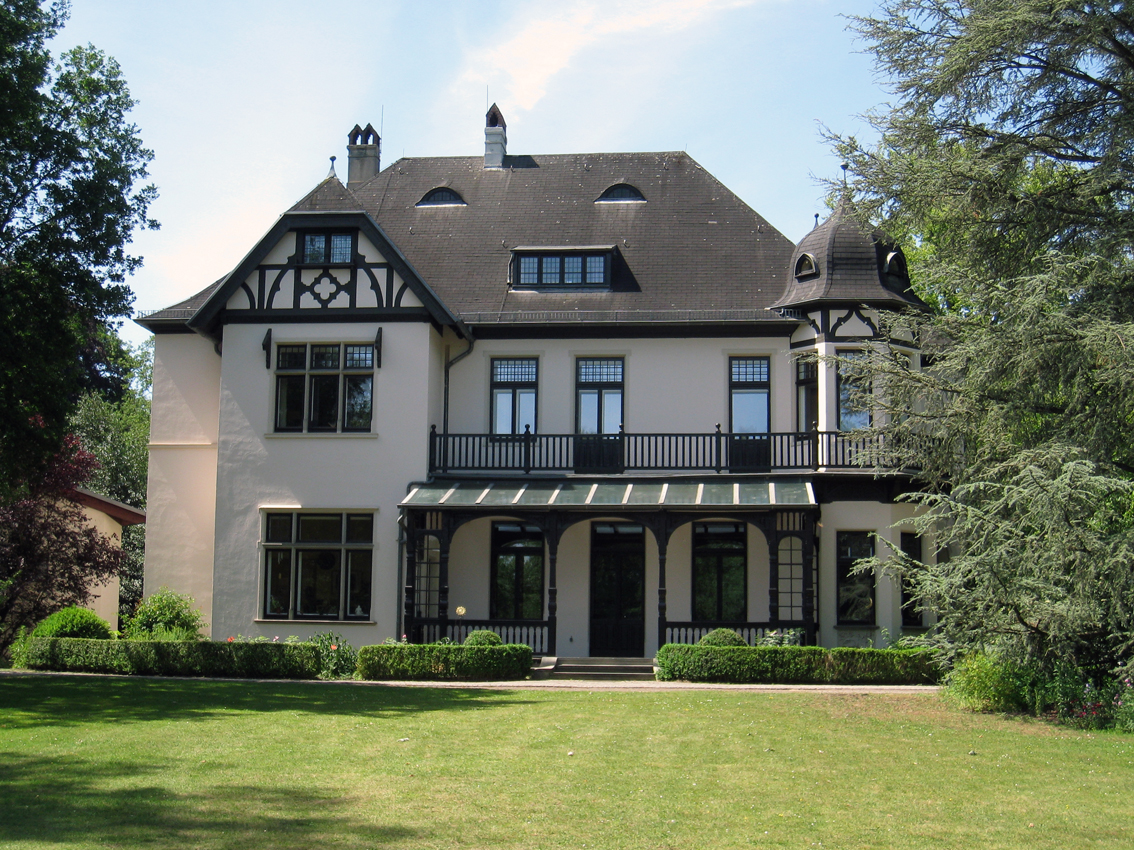
Landhaus Hasse

Der Landsitz Hasse mit dem Landhaus Hasse und Hasses Park befindet sich in Bremen, Stadtteil Oberneuland, an der Rockwinkeler Landstraße 41/43. Das Gebäude entstand von bis 1896 nach Plänen von Eduard Gildemeister und Wilhelm Sunkel, der Park um 1790 bzw. um 1880.  
Landhaus, Park und Orangerie stehen seit 1982 unter Bremer Denkmalschutz.

## Geschichte
Das Landgut von Senator Christian Nicolaus Schoene kam 1788 an Senator Engelbert Wichelhausen (1748–1819) und 1819 an Senator Justin Friedrich Wilhelm Iken (1785–1866). Zwei Enkel von Senator Iken teilten 1894/95 den Besitz untereinander auf.
 
Südlich entstand der Landsitz des Kaufmanns Carl Otto Hasse mit dem zweigeschossigen Landhaus von 1896 mit Walmdach und zwei Türmchen nach Entwürfen von Gildemeister und Sunkel.
Der hintere Parkteil von um 1790 aus der Zeit von Senator Wichelhausen ist heute eine öffentliche Grünanlage.

Der vordere Parkteil wurde um 1880 vermutlich nach Plänen von Wilhelm Benque neu gestaltet. 
Die die private Tobias-Schule Bremen als Förderzentrum sowie ein  Kindergarten nutzen die Anlage; ein Neubau ergänzt den Komplex.
Das Hofmeierhaus neben dem Landhaus wurde 1902  von den glichen Architekten entworfen. 

### Orangerie
In der Nähe blieb die kleine, ehemalige Orangerie des alten Gutes Iken mit funktionsfähiger, raffinierter  Lüftungs- und Beschattungsmechanik erhalten. Vermutlich stammt sie aus der Zeit, als Wichelhausen den Landsitz übernahm. An den Fachwerkbau der norddeutschen Bauernhaus-Architektur mit dem asymmetrisches Satteldach und der Gärtnerwohnung wurde das Glashaus angefügt. Durch die schwere Mechanik mit Gegengewichten können an der Südseite die schrägen Fensterflächen und Holzläden per Hand unter das Dach gezogen werden.

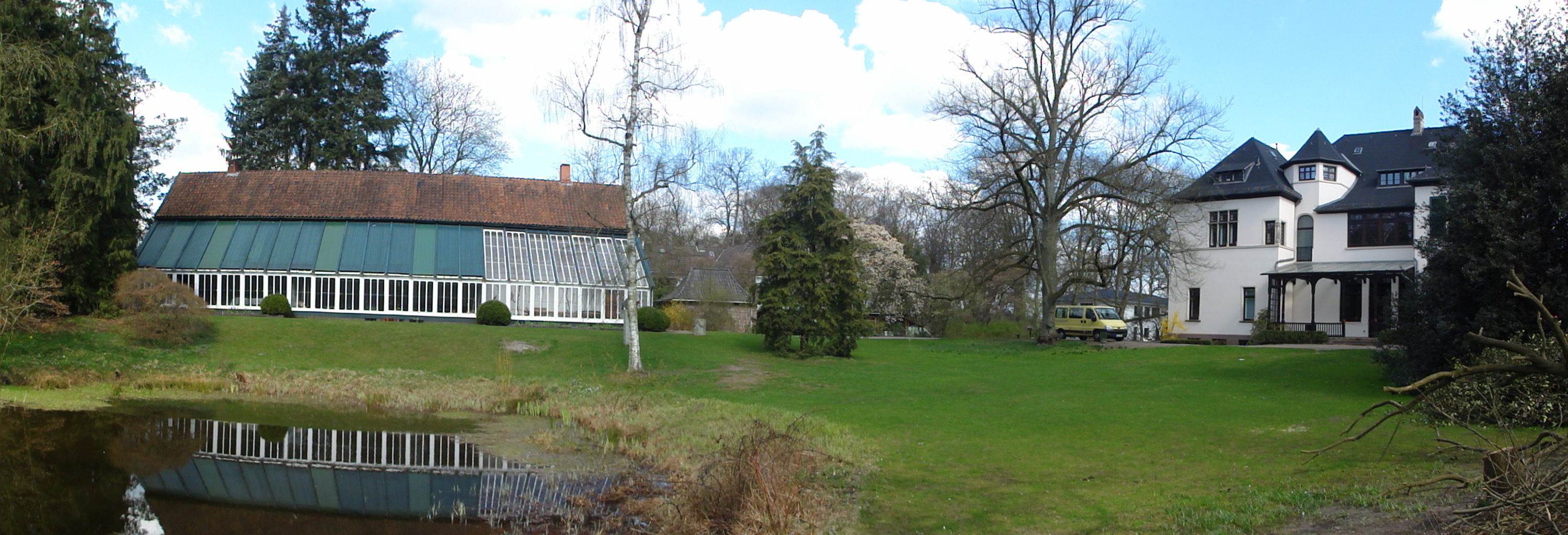
Garten, Orangerie und Landhaus
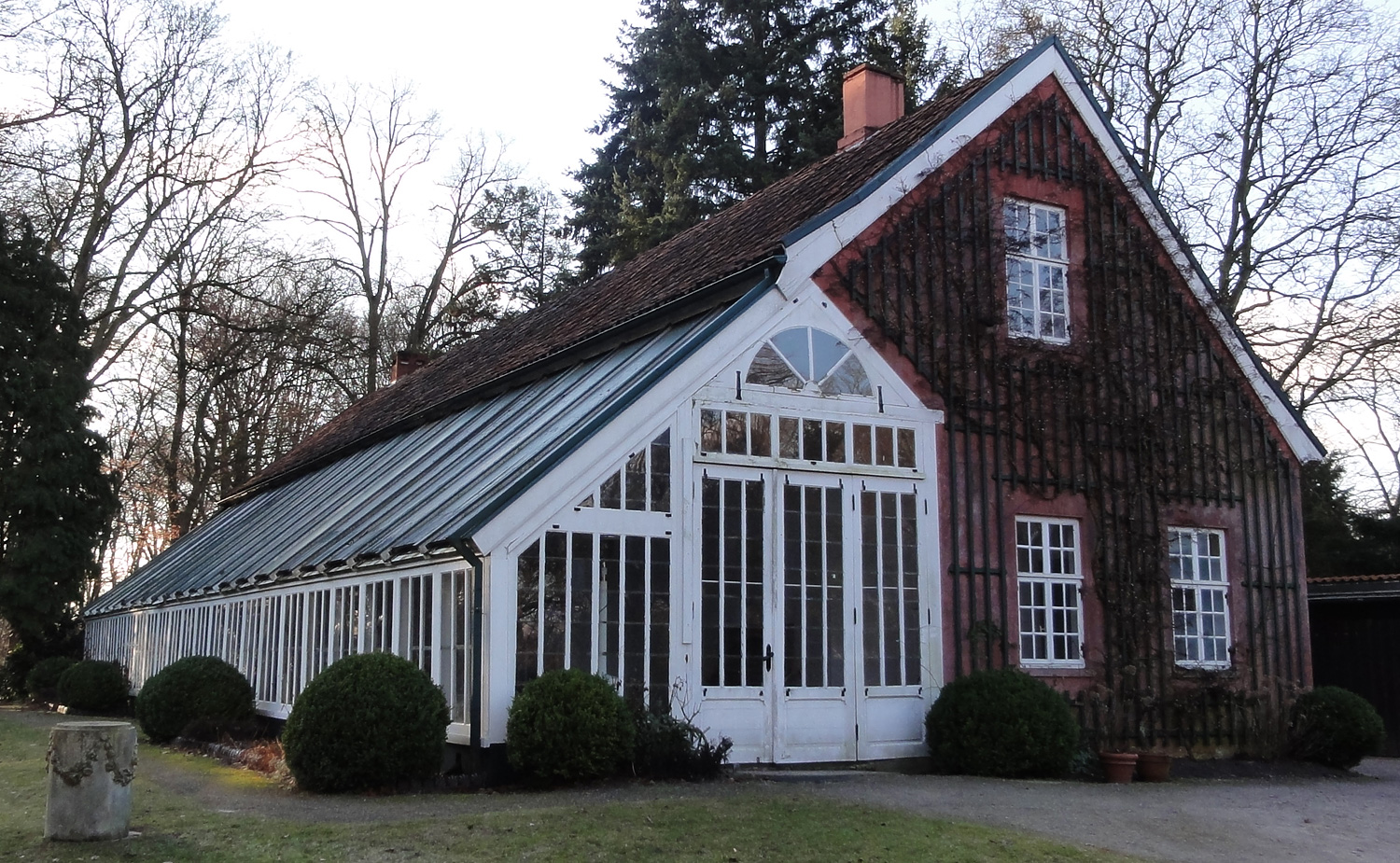
Orangerie